# 黃榮清
黃榮清（1954年—2018年1月9日），台灣警務人員，曾任內政部警政署航空警察局局長等相關職務。

## 生平
原本預計在今年1月23日退休，但於2018年1月9日清晨在任局長一職期間因胰臟癌逝世，享壽64歲。局長一職暫由副局長湯明珠代理。

## 外部連結
- 中華民國內政部警政署航空警察局 （页面存档备份，存于）